# Roman Gul
Roman Borisovici Gul (rusă Роман Борисович Гуль) (n. 1/13 ianuarie 1896, Penza, Gubernia Penza, Imperiul Rus – d. 30 iunie 1986, New York City, New York, SUA) a fost un scriitor, publicist, memorialist și critic rus.
1. ↑  Roman Borisovich Gul, SNAC, accesat în 9 octombrie 2017
2. ↑  Russkaia literatura XX veka. Tom 1, 2005[*] Verificați valoarea |titlelink= (ajutor)
3. ↑  Autoritatea BnF, accesat în 10 octombrie 2015